# Florence Ollivet-Courtois
Florence Ollivet-Courtois est une vétérinaire française exerçant dans la faune sauvage et exotique. 

## Biographie
Issue de quatre générations de vétérinaires, Florence Ollivet-Courtois effectue ses études à l'École nationale vétérinaire d'Alfort.
Vétérinaire en libéral de mars 2003 à décembre 2022[réf. nécessaire], elle exerce auprès de parcs animaliers, de fondations et d'animaux de spectacle ou de particuliers. En septembre 2022, elle entre à l'école nationale des services vétérinaires (ENSV)[réf. nécessaire]
Impliquée dans des programmes de suivi liés à la faune sauvage, elle met également au point un protocole de relevage d'éléphants, chez qui le fait de rester couché peut être fatal, qui est adopté par plusieurs parcs zoologiques.
Publié en 2012, son ouvrage Un éléphant dans ma salle d'attente, aventures d'une vétérinaire reçoit le prix Jacques-Lacroix de l'Académie française, tandis que Florence Ollivet-Courtois reçoit avec Sylvie Overnoy le prix Achille Urbain.
Elle est également colonelle des sapeurs pompiers au SDIS 91 et membre de l'association française des vétérinaires sapeurs pompiers[réf. nécessaire]
Elle est maître de conférences pour l'année académique 2022-2023 dans le cadre du certificat d'université de vétérinaire urgentiste secours et catastrophe de la faculté de médecine vétérinaire de Liège[réf. nécessaire].